# Bacolor
Bacolor is een gemeente in de Filipijnse provincie Pampanga op het eiland Luzon. Bij de laatste census in 2007 had de gemeente ruim 25 duizend inwoners.
Bacolor werd ten tijde van de Filipijnse revolutie door Emilio Aguinaldo uitgeroepen tot de hoofdstad van de Filipijnen. Dit bleef het gedurende twee maanden tot het nabije San Fernando City deze titel overnam.

## Geografie

### Bestuurlijke indeling
Bacolor is onderverdeeld in de volgende 21 barangays:
| - Balas - Cabalantian - Cabambangan - Cabetican - Calibutbut - Concepcion - Dolores - Duat - Macabacle - Magliman - Maliwalu | - Mesalipit - Parulog - Potrero - San Antonio - San Isidro - San Vicente - Santa Barbara - Santa Ines - Talba - Tinajero |

## Demografie
Bacolor had bij de census van 2007 een inwoneraantal van 25.238 mensen. Dit zijn 9.091 mensen (56,3%) meer dan bij de vorige census van 2000. De gemiddelde jaarlijkse groei komt daarmee uit op 6,35%, hetgeen hoger is dan het landelijk jaarlijks gemiddelde over deze periode (2,04%). Vergeleken met de census van 1995 is het aantal mensen met 12.141 (92,7%) toegenomen.

De bevolkingsdichtheid van Bacolor was ten tijde van de laatste census, met 25.238 inwoners op 71,7 km², 182,7 mensen per km².

## Geboren in Bacolor
- Valentin Ventura (1860-1935), reformist en financier El Filibusterismo
- Juan Crisostomo Soto (1867-1918), dichter en toneelschrijver
- Francisco Liongson (1869-1919), gouverneur en senator
- Honorio Ventura (1887-1940), gouverneur en minister van Binnenlandse Zaken
- Pablo Angeles David (1889-1965), gouverneur en senator
- Felixberto Olalia sr. (1903-1983), vakbondsleider